# Toromys grandis
Toromys grandis (англ.) — вид грызунов из семейства щетинистых крыс, эндемичный для нижнего течения Амазонки. Крупная крыса с густо поросшим шерстью хвостом, ведущая ночной образ жизни и вьющая гнёзда в дуплах деревьев, как правило, вблизи воды. Возможно, единственный вид рода Toromys.

## Таксономия и наименование
Среди местного населения вид известен как Toró preto (с порт. — «чёрный торо», последнее слово обозначает всех древесных щетинистых крыс, являясь португальским звукоподражанием издаваемым ими звукам). При первом описании в 1845 году немецкий зоолог И. А. Вагнер включил данный вид в род щетинистых крыс Loncheres, в 1930-е годы признанный синонимом родового названия Echimys (коро). К этому моменту ряд биологов уже относили Loncheres grandis к роду Echimys.
К 1970-м годам гетерогенность рода Echimys стала настолько очевидной, что из него начали выделять отдельные виды. В частности, был выделен самостоятельный род Makalata, в который в 1997 году «Полевой справочник животных неотропических лесов» включил и Echimys grandis. Наконец, в 2005 году этот вид был выделен в монотипический род Toromys. Название рода образовано от туземного названия древесных щетинистых крыс с сохранением видового имени grandis (с лат. — «большой, огромный»).
В том же году в другой публикации было высказано предположение о близком родстве видов Makalata grandis и Makalata rhipidurus, и справочник 2015 года «Млекопитающие Южной Америки» рассматривает последний, обитающий в Перу, как часть рода Toromys. Вид фигурирует как Toromys rhipidurus также на сайте МСОП. В 2018 году появилась публикация, описывающая ещё один вероятный перуанский вид рода Toromys — T. albiventris.

## Внешний облик
Крупная крыса с короткими круглыми ушами. Средняя длина тела (от кончика морды до основания хвоста) 303 мм (от 275 до 354). Длина хвоста в среднем 258,1 мм (244—361), задней лапы — 52,8 мм (40—65), уха — 19,5 мм (15—25). Череп крупный и массивный, длина от 60,8 до 72,9 мм, носовые кости медиально сжаты. Передний и задний гребни (протолоф и металоф) верхних моляров соединены тонкой складкой. Наружный слуховой проход отделён от чешуйчатой кости тонким гребнем височной кости.
Хвост полностью покрыт шерстью, чешуек кожи не видно — основная отличительная характеристика рода Toromys, на конце короткая (2—3 мм) кисточка. Шерсть толстая, грубая, с негибкими щетинками. Верхняя часть тела пегая (перемежаются золотистые и чёрные участки), голова преимущественно чёрная со вкраплениями золотистого цвета. Голова в целом темнее туловища. Хвост и плечи также чёрные. Шерсть на нижней стороне тела светлее, от золотисто-жёлтой до соломенно-жёлтой, иногда с центральной продольной золотисто-жёлтой полосой. На передних и задних лапах шишковидные складки между подушечками.

## Образ жизни и распространение
Toromys grandis ведёт ночной образ жизни. Обитает на деревьях, где вьёт гнёзда в дуплах. Голотип, согласно публикации Вагнера, был пойман в «Манакири, близ устья Солимойнс». К 2005 году были известны 16 мест обитания, расположенные по обоим берегам Амазонки в её нижнем течении на территории Бразилии — от места слияния с Риу-Негру до острова Кавиана вблизи её впадения в океан, а также в среднем и нижнем течении ещё одного притока Амазонки - реки Тапажос. К концу 2010-х годов количество известных мест обитания увеличилось до 24, в том числе на ещё одном притоке Амазонки — реке Пурус. Две из известных локаций расположены в границах охраняемых природных территорий. Все известные места обитания расположены вблизи воды в низинных влажных тропических лесах, вблизи уровня моря.
Согласно МСОП, Toromys grandis — вид, вызывающий наименьшие опасения. Это обусловлено большой площадью его ареала и малой вероятностью быстрого сокращения численности.